# 五代響
五代 響（ごだい ひびき、1963年 - ）は日本のゲームクリエイター。大阪府出身。
本名の池田公平（駿河屋代表取締役社長とは同姓同名の別人）名義で、テクニカルライターとしても活動している。
1980年代前半に『月刊アスキー』へのプログラム投稿を経てゲームクリエイターとなる。代表作に「テグザー」「シルフィード」（共にゲームアーツ）。
1987年12月に独立し、有限会社テクニカルアーツを設立。同社の代表取締役に就任。

## 主な作品
PC-6001
- AX-6 (デモ)
- AX-7 (デモ、ポリスアンドギャング、ゴッドハリケーン)
- AX-8 (デモ)
- SX-1 (デモ、サウンド)
- SX-2 (デモ、サウンド)

MSX
- ライズアウト（アスキー）
- テセウス
- ペアーズ
- ローターズ
- トライアルスキー
- スターコマンドΣ

PC-8801他
- テグザー
- シルフィード

Windows PC
- SL BENCH
- SLシミュレーター蒸気機関士
- いぬうち

ゲーム機
- テグザー（ファミコン）
- ロードランナー（プレステ、セガサターン）
- ラグナロクオデッセイ（PS Vita)

携帯／スマートフォン
- ライズアウト (iPhone)

その他
- 2輪ロードレース国際（旧国際A級)　レーシングチームAMENA所属
- ファンスキーインストラクター ファンスキーチーム跳蟲所属
- ドイツワイン協会会員
- 古賀ドイツワインアカデミー修了
- ドイツワイン師範塾 修了
- ドイツワイン土方飲みの会 会員